# 布济耶斯
布济耶斯（法語：Bouziès，法語發音：[buzjɛs]）是法国洛特省的一个市镇，属于卡奥尔区。

## 地理
布济耶斯（44°29'4"N, 1°38'31"E）面积8.2 平方千米，位于法国奧克西塔尼大區洛特省，该省份为法国西南部内陆省份，北起顺时针与科雷兹省、康塔爾省、阿韦龙省、塔恩-加龙省、洛特-加龍省和多尔多涅省接壤。
与布济耶斯接壤的市镇（或旧市镇、城区）包括：卡布勒雷、圣西尔克拉波皮、图尔德福尔、圣热里韦尔。

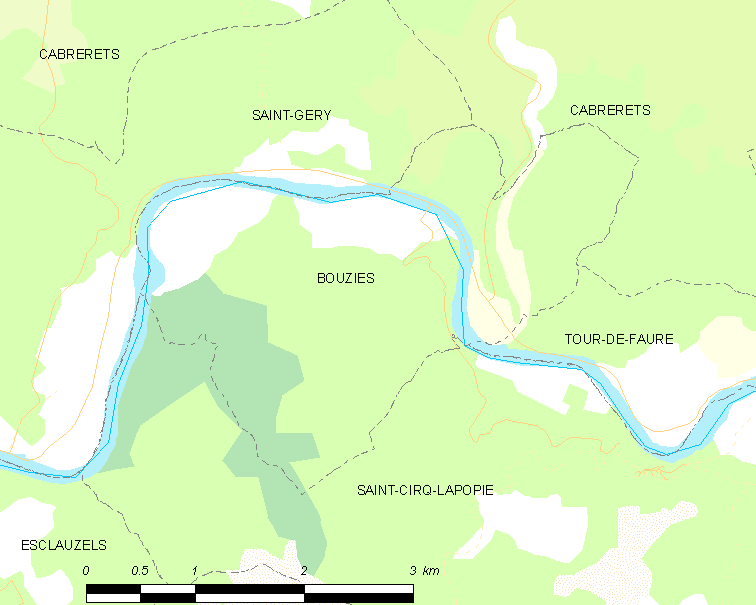
布济耶斯的OSM定位图

布济耶斯的时区为UTC+01:00、UTC+02:00（夏令时）。

## 行政
布济耶斯的邮政编码为46330，INSEE市镇编码为46037。

## 政治
布济耶斯所属的省级选区为科斯与谷地县。

## 人口

1962-2008年间布济耶斯人口变化图示

布济耶斯于2022年1月1日时的人口数量为94人。